# マッテオ・バンデッロ

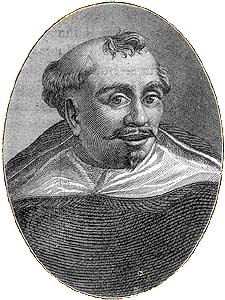
マッテオ・バンデッロの肖像画

マッテオ・バンデッロ（Matteo Bandello,1480年 - 1562年）は、イタリアの修道士、作家。

## 生涯
カステルヌオーヴォ・スクリーヴィア（ピエモンテ州）に生まれる。僧侶になるための教育を受け、マントヴァとカステル・ゴッフレードに長く住む。パヴィア大学に学んだ後、ドメニコ会の修道士となる。ミラノのスフォルツァ家、マントヴァのゴンザーガ家、ついでヴェローナのチェーザレ・フレゴーソに文人として仕える。その間、外交使節としてナヴァラ女王マルグリットとも交渉をもつ。1541年、フレゴーソの政権が転覆するとフランスへおもむきフランソワ1世の庇護に頼る。1550年に南フランス・アジャンの司教となり、その地で客死する。

## Novelle
1554年に出版された214篇の物語集『Novelle』が、バンデッロの主な文学作品である。ボッカチオ以来の伝統であった大きな物語の中に短篇を挿入していく形式をやめ、短篇を独立させた。物語の素材はいろいろな場所からとられているが、16世紀初頭の有名な王侯貴紳の逸話に取材される場合が多く、年代記のような趣を与えている。シェイクスピアの劇『空騒ぎ』『ロミオとジュリエット』はこの物語集から素材がとられている。
19世紀イタリアの批評家であるデ・サンクティスは、バンデッロの「話自体にはコミカルなのに語り口は表面的で面白味に欠ける」とし、同時代のトスカナの作家が方言のもつ優美さを採りいれたのに及ばないと考える。